# 조선대학교병원
조선대학교병원(朝鮮大學校病院, Chosun University Hospital)은 대한민국 광주광역시 동구 필문대로 365에 위치해 있는 종합병원이다.

## 역사

개원 초기의 조선대학교부속병원 (c.1970)

1971년 우수한 의료인 양성과 지역주민의 보건 향상이라는 목적아래 조선대학교부속병원이라는 이름으로 19개 진료과 200병상 규모로 개원하였다. 1978년 3월 조선대학교 의학연구소를 세웠다. 2002년 FIFA 월드컵 공식 지정병원에 선정되었고 2004년에는 분당서울대학교병원과 협력 병원을 체결 하는 등 호남제일의 사립대학병원으로 거듭나고 있다. 암센터, 심장혈관센터, 당뇨병센터, 척추센터, 관절센터, 스포츠건강재활센터 등을 운영중에 있으며 2010년에는 글로벌 스탠다드(ISO 15189)에 적합하게 의학시험실을 운영하는 공인메디칼시험기관으로 인정받았으며 광주 FC 선수단의 지정병원이다. 2011년 보건복지부로부터 의료기관인증을 획득했고 보건복지부에 의하여 최상위 기관인 상급종합병원에 지정되었다. 현재 212실 849병상을 운영 중이다.

## 같이 보기
- 조선대학교
- 조선대학교 치과병원

## 유비쿼터스병원 시스템 운영
의료진이 어디에서든 휴대용 정보기기(PDA)나 노트북 컴퓨터로 환자 정보를 찾아보고 상황에 맞는 처방을 내릴 수 있는 시스템